# Li Zhi (dissident)
Pour les articles homonymes, voir Li Zhi.
Li Zhi est un dissident chinois emprisonné pour avoir tenté de rejoindre le Parti démocrate chinois via internet.
Il est condamné en décembre 2003 pour « avoir été en contact par le biais d'Internet avec Xie Wanjun, dirigeant de l'organisation interdite "Parti démocratique de Chine". Un formulaire permettant de devenir membre de ce parti aurait d'ailleurs été retrouvé sur son ordinateur. » Selon Reporters sans frontières, Yahoo! aurait collaboré avec les autorités chinoises pour permettre son identification.